# 尹奉
尹奉（？—？），字次曾，漢陽郡（今甘肅）人氏，東漢末年至三國時代曹魏官員，官至敦煌太守。

## 生平
尹奉曾擔任涼州從事，與同鄉人士楊阜、趙昂等均具名氣。建安十八年（213年）西涼豪族馬超召集戎兵攻打隴右，各郡縣都響應馬超而投降，只有冀城在涼州刺史韋康和天水太守的指揮下繼續堅守。由於援軍久久不至，韋康最終決定投降。馬超入城後，殺死了韋康及天水太守。楊阜與姜敘、趙昂、尹奉、梁寬等人密謀起兵反抗馬超，尹奉與南安人趙衢殺掉馬超的妻兒，並且梟其首級，最終眾人成功驅逐馬超。
此後尹奉擔任敦煌太守。前任太守馬艾死時，河西大亂，酒泉人黃華、張掖人張進打算結連數郡據遠自守，幸得敦煌功曹張恭與親弟張華擊敗黃華、張進二人，並遣鐵騎二百迎接尹奉，尹奉才可以安全赴任。不過尹奉擔任敦煌太守期間，無甚建樹，一切依循舊例，並未對敦煌境內進行改革，直至其下任太守倉慈繼任，敦煌的管治情況才見改善。

## 三國演義
著名古典章回小說《三國演義》中，尹奉登場於第64回《孔明定計捉張任　楊阜借兵破馬超》中，身分是冀城統兵校尉，其事與正史相近，但增加尹奉全家老幼在历城被马超所杀一节。

## 備註
1. ↑  裴注《三國志·楊阜傳》引魚豢《魏略》：「阜少與同郡尹奉次曾、趙昂偉章俱發名，偉章、次曾與阜俱為涼州從事。」
2. ↑  《三國志·武帝紀》：「十九年春正月，始耕籍田。南安趙衢、漢陽尹奉等討超，梟其妻子，超奔漢中。」
3. ↑  《三國志·閻溫傳》：「先是，河右擾亂，隔絕不通，燉煌太守馬艾卒官，府又無丞。功曹張恭素有學行，郡人推行長史事，恩信甚著，乃遣子就東詣太祖，請太守。時酒泉黃華、張掖張進各據其郡，欲與恭并勢。就至酒泉，為華所拘執，劫以白刃。就終不回，私與恭疏曰：『大人率厲燉煌，忠義顯然，豈以就在困危之中而替之哉？昔樂羊食子，李通覆家，經國之臣，寧懷妻孥邪？今大軍垂至，但當促兵以掎之耳；願不以下流之愛，使就有恨於黃壤也。』恭即遣從弟華攻酒泉沙頭、乾齊二縣。恭又連兵尋繼華後，以為首尾之援。別遣鐵騎二百，迎吏官屬，東緣酒泉北塞，徑出張掖北河，逢迎太守尹奉。於是張進須黃華之助；華欲救進，西顧恭兵，恐急擊其後，遂詣金城太守蘇則降。就竟平安。奉得之官。」
4. ↑  《三國志·倉慈傳》：「太和中，遷燉煌太守。郡在西陲，以喪亂隔絕，曠無太守二十歲，大姓雄張，遂以為俗。前太守尹奉等，循故而已，無所匡革。」